# انتخابات سراسری بلغارستان (۲۰۲۱)
انتخابات سراسری بلغارستان (انگلیسی: 2021 Bulgarian general election) در ۱۴ نوامبر ۲۰۲۱ برای انتخاب رئیس‌جمهور و مجلس ملی در بلغارستان برگزار شد.
این سومین انتخابات پارلمانی این کشور در ۲۰۲۱ به‌شمار می‌رود که هیچ حزبی نتوانست پس از انتخابات آوریل و ژوئیه دولت تشکیل دهد. دور دوم انتخابات ریاست جمهوری در ۲۱ نوامبر ۲۰۲۱ برگزار گردید چراکه هیچ نامزدی نتوانست اکثریت آرا را در مرحله اول کسب کند. رئیس‌جمهور فعلی رادف حدود ۴۹ درصد آرا را به دست آورد و مجبور به مرحله دوم شد که در مرحله دوم با استاد دانشگاه گرژیکوف روبرو شد.
«حزب ما به تغییر ادامه می‌دهیم» بیشترین کرسی‌ها را به دست آورد، اگرچه اکثریت نبود. اندکی پس از انتخابات، آنها اعلام کردند که قرار است مذاکرات ائتلافی دهند.
مشارکت سراسری به ۴۰ درصد کاهش یافت، که پایین‌ترین میزان مشارکت بلغارستان در ۳۰ سال گذشته در حوزه انتخابات ریاست جمهوری و قانونگذاری به‌شمار می‌رود.
رومن رادف رئیس‌جمهور فعلی حدود ۴۹ درصد آرا را به دست آورد و در ۲۱ نوامبر با استاد دانشگاه گرژیکوف روبرو شد. بر اساس نظرسنجی‌های منتشر شده توسط آلفا ریسرچ و گالوپ اینترنشنال، اندکی پس از دور دوم انتخابات ریاست‌جمهوری، رئیس‌جمهور رادف یک دوره دیگر را با نزدیک به دو سوم آرا به دست آورد. طبق گزارش آژانس نظرسنجی آلفا، میزان مشارکت در رای‌دهندگان به رکورد پایین ۳۳٫۷ درصد رسید و ۳٫۰ درصد از افرادی که به پای صندوق‌های رای رفتند از هیچ‌یک از این دو نامزد حمایت نکردند.